# Abraham Shemtov
Abraham Shemtov es un rabino de la dinastía jasídica Jabad-Lubavitch, y fue uno de los rabinos más cercanos al último Rebe de Jabad, el Rabino Menajem Mendel Schneerson.

## Introducción
Abraham Isaac Shemtov nació el 16 de febrero de 1937, en Moscú, Rusia, en el seno de una familia jasídica. Su padre, el Rabino Benzion Shemtov era un activista judío, y un leal partidario del Rebe de Jabad-Lubavitch. Abraham Shemtov creció en la ciudad de Taskent, en Uzbekistán, y estudió allí en una escuela judía clandestina, durante la ocupación soviética. Se graduó en la Yeshiva Central de Lubavitch, ubicada en Brooklyn, Nueva York, y fue ordenado rabino en 1960.

## Actividades
El Rabino Shemtov, era llamado a menudo: el embajador del Rebe en Washington D. C.. Shemtov desarrolló una extensa red de conexiones y amistades en Washington D. C.. Regularmente visita la Casa Blanca junto con delegaciones del movimiento Jabad, y ha jugado un papel fundamental en las relaciones que se han formado entre la dinastía jasídica de Jabad, y los presidentes de los Estados Unidos: Richard Nixon, Gerald Ford, Jimmy Carter, Ronald Reagan, George H.W. Bush, Bill Clinton, George W. Bush, Barack Obama, y Donald Trump.  
El 28 de febrero de 1984, Shemtov fue nombrado por el Presidente Reagan, como uno de los cinco miembros del Consejo Nacional Consultivo para la Educación de Adultos. Bajo la influencia del Rabino Shemtov, el Senado de los Estados Unidos declaró el Día de la Educación y el Intercambio en los Estados Unidos, en el mismo día del cumpleaños del Rebe, Menajem Mendel Schneerson, según el calendario hebreo. La proclamación es firmada anualmente por el Presidente de los Estados Unidos.  
Shemtov llevó a cabo tareas de lobby, para conseguir que la Medalla de Oro del Congreso fuera otorgada al último Rebe de Jabad, el Rabino Menajem Mendel Schneerson, en septiembre de 1995, tras su fallecimiento, que tuvo lugar el 12 de junio de 1994, a la edad de 92 años. En una ceremonia que tuvo lugar en la Casa Blanca, Shemtov recibió el premio en nombre del Rebe de Jabad. Schneerson fue el primer líder religioso que recibió la Medalla de Honor del Congreso de los Estados Unidos.
Shemtov es miembro del consejo directivo de la organización Agudas Chasidei Chabad, la organización paraguas del movimiento Jabad. El Rebe de Jabad le encomendó varias misiones, como ser el enviado de Jabad en la Casa Blanca y en la Colina del Capitolio (en inglés: Capitol Hill).
Abraham Shemtov es el director nacional y el fundador de los Amigos Americanos de Lubavitch. Es también el presidente del consejo ejecutivo de las Escuelas Asociadas Beth Rivkah para niñas en Nueva York, y el director de las actividades de Lubavitch en la Área metropolitana de Filadelfia. Es el director del campamento Gan Israel, ubicado en Parksville, en el Estado de Nueva York.